# Swan's Island
Pour les articles homonymes, voir Swan.
Swan's Island (parfois orthographié Swans Island) est une ville (town) américaine de l'État du Maine, dans le comté de Hancock. Elle occupe une île du même nom. Elle est située à environ 9 km au sud-ouest de l'île des Monts Déserts et à 10 km du continent.

## Géographie
La superficie totale de Swan's Island atteint 213,4 km2 (36,1 km2 terrestre et 177,3 km2 aquatique). L'île, très découpée, comprend trois parties reliées entre elles par deux isthmes. On compte d'innombrables anses et havres naturels (Toothacher Cove, Back Cove, Sea Cove, Burnt Coat Harbor, Garden Cove, Long Cove, Mackerel Cove, Buckle Island Harbor, etc.). La ville s'étend également sur de nombreuses petites îles inhabitées des alentours.

### Démographie
La population permanente de Swan's Island s'élève à 327 habitants (recensement de 2000), mais le nombre de résidents augmente sensiblement en été et peut atteindre un millier de personnes.
Il existe trois villages sur l'île: Swan's Island et Mintum, de part et d'autre de Burnt Coat Harbor, et Atlantic, sur la côte Nord.

### Accès
L'île est accessible par traversier à partir de Bass Harbor (Île des Monts Déserts). Le Captain Henry Lee peut transporter dix-sept véhicules (en plus des passagers piétons) et le trajet prend environ trente minutes.
Depuis 1983, il existe également un petit aéroport, Banks Airport.

## Histoire
Territoire de chasse estival pour les Amérindiens de la région, Swan's Island fut découverte par Samuel de Champlain en 1606. En 1786, le colonel James Swan acquit l'île et lui donna son nom. Peu après, un vétéran de la Guerre d'indépendance américaine, David Smith, s'installa sur l'île, devenant le premier Européen à y habiter. Ayant eu 24 enfants de ses deux épouses successives, King David, comme il était surnommé, est l'ancêtre de presque tous les habitants actuels de l'île.

## Économie
La pêche au homard est toujours la principale activité économique de Swan's Island : on estime que quarante personnes travaillent à temps plein dans ce secteur, ainsi que de nombreux autres — y compris des enfants — à temps partiel.
Swan's Island possède très peu de commerces.